# Mirosław Graf
Mirosław Graf (* 5. Juni 1959) ist ein ehemaliger polnischer Skispringer und heutiger Bürgermeister von Szklarska Poręba. Er gilt als Erfinder des V-Stils.

## Werdegang
Graf startete anfangs für den Verein Julia Szklarska Poręba. Trainiert wurde er dort 1969 von Franciszek Szczyrbak. Fünf Jahre wechselte Graf zu Śnieżka Karpacz und schließlich in die polnische Skisprunghochburg zu Legia Zakopane. Nachdem er 1969 beim Springen einen Rippenbruch erlitten hatte und sich zudem den Knöchel verdrehte, begann er mit einer entsprechend schmerzfreien Art des Skispringens, in dem er die Skier in Form eines V zur Seite spreizte. Durch diesen sogenannten V-Stil ermöglichte er weitere und sichere Sprünge. Trotz dieser Erfolge gaben ihm die Sprungrichter schlechte Noten um die 15 bis 16 Punkte. Erst in den späten 1980er Jahren fand der V-Stil durch den Schweden Jan Boklöv in die Weltspitze und wurde schließlich Standard. In einem Wettbewerb in Karpacz zeigte Graf den weitesten Sprung, aber belegte am Ende wegen der schlechteren Noten nur Platz vier. Er verbesserte in seinem Stil den Schanzenrekord in Miłków, Kottmar, Karpacz (73,5 m) und Lubawka (75,5 m). 1980 er nahm am Skisprung-Weltcup teil. Er blieb dabei jedoch weitgehend erfolglos und beendete seine Karriere 1982. 
Nach dem Ende seiner aktiven Zeit absolvierte Graf ein Studium an der Sporthochschule in Warschau. 1989 sprang er noch einmal in Szklarska Poręba, wo er noch einmal den Schanzenrekord verbessern konnte. Später arbeitete er als Sportlehrer und Trainer. Er ist auch Vorstandsmitglied der Kommission für die Nordische Kombination beim Polnischen Skiverband. Er leitete ein Skispringen und Nordische Kombination Verein, der UKS GRAF-ski. Seit November 2014 ist er Bürgermeister der Stadt Szklarska Poręba. Bei der Parlamentswahl in Polen 2019 kandidierte er erfolglos für die Koalicja Obywatelska.